# Apicia colorifera
Apicia colorifera là một loài bướm đêm trong họ Geometridae.